# Файнс, Ричард, 7-й барон Сэй и Сил
Ричард Файнс (англ. Richard Fiennes; примерно 1557 — 6 февраля 1613) — английский аристократ, де-юре 7-й барон Сэй и Сил с 1573 года (титул был подтверждён в 1603 году). Депутат Палаты общин в 1584, 1586 и 1589 годах.

## Биография
Ричард Файнс родился примерно в 1557 году в семье Ричарда Файнса, де-юре 6-го барона Сэя и Сила, и его жены Урсулы Фермор. После смерти отца в 1573 году он унаследовал семейные владения и права на титул. Опекуном Файнса до достижения им совершеннолетия стал сэр Уильям Кингсмилл, женивший его на своей дочери. Ричарда, как и его ближайших предков, не вызывали в Палату лордов, и он использовал это, чтобы избираться в Палату общин: в 1584 году он представлял там Банбери, в 1586 — графство Оксфордшир, в 1589 — Уитчёрч. В 1592 или 1593 году Файнса посвятили в рыцари, в 1594 году он стал шерифом Оксфордшира.
Начиная с 1586 года Файнс энергично добивался признания за ним баронского титула. Несмотря на поддержку графа Лестера и сэра Кристофера Хаттона, королева Елизавета I не удовлетворила его притязания. Одной из причин тому стали финансовые проблемы сэра Ричарда: с 1592 года он выплачивал жене, жившей отдельно, 400 фунтов в год, а себе оставлял всего 1200, тогда как его долги составляли 3900 фунтов. Надежды Файнса унаследовать часть поместий своего родственника барона Дакра не оправдались.
В августе 1603 года, после восшествия на престол Якова I, Файнс получил наконец патент на баронский титул, но ему не разрешили заседать в Палате лордов в качестве 7-го барона: он считался 1-м бароном, то есть самым младшим. В 1605 году сэр Ричард совершил поездку в Брюссель в составе посольства. Он умер в 1613 году, причём из-за долгов, сократившихся к тому времени до 1500 фунтов, завещал устроить самые простые похороны.

## Семья
Сэр Ричард был женат дважды: на Констанс Кингсмилл (дочери сэра Уильяма Кингсмилла) и на Элизабет Кодингтон (дочери сэра Генри Кодингтона, вдове Уильяма Паулета). В первом браке родились:
- Уильям (1582—1662), 8-й барон Сэй и Сил, 1-й виконт Сэй и Сил с 1624 года[3];
- Анна, жена сэра Уильяма Вильерса, 1-го баронета[4].